# Sektion Wuppertal des Deutschen Alpenvereins
Die Sektion Wuppertal des Deutschen Alpenvereins (kurz DAV Wuppertal) ist eine Sektion des Deutschen Alpenvereins in Wuppertal. Die Sektion Wuppertal wurde am 15. Januar 1891 als Sektion Bergisches Land des Deutschen und Österreichischen Alpenvereins (DuOeAV) gegründet. Sie ist somit eine der älteren und mit 5.876 Mitgliedern (Stand: 31. Dezember 2024) nach dem SV Bayer Wuppertal (7600) der zweitgrößte Verein in Wuppertal und eine der größeren Sektionen des Deutschen Alpenvereins.

## Geschichte

### Sektion Bergisches Land/Elberfeld/Wuppertal
Die Sektion Bergisches Land des Deutschen und Österreichischen Alpenvereins (DuOeAV) wurde am 15. Januar 1891 durch 19 Männer im damals noch selbstständigen Ort Barmen gegründet. Als Sektionsname wurde der neutrale Name Bergisches Land gewählt. Die Vereinsabende wurden abwechselnd in Barmen und Elberfeld abgehalten. Schon bald konnten die Elberfelder im Gasthof zum Weidenhof ein eigenes Heim beziehen, in Barmen stand als Sektionslokal der Gasthof zum Prinz Wilhelm zur Verfügung. Ein eichener Bibliotheksschrank wurde als Beginn einer später über 1000 Bände umfassenden Bücherei gestiftet. 1910 begann die Sektion mit den Plänen für einen Hüttenbau in den Alpen. Im selben Jahr wurde die Sektion Bergisches Land in Sektion Elberfeld umbenannt. Durch den Kriegsausbruch konnte die Elberfelder Hütte erst 1928 errichtet werden. Der Zweite Weltkrieg fügte der Sektion einen schweren Schaden zu, als die Geschäftsstelle durch Bomben und Feuer mit allen Beständen, darunter über 1000 Bibliotheksbeständen, vernichtet wurde. Am 22. Juni 1952 nahm die Sektion feierlich Besitz von der Sauerlandhütte in Neuastenberg. Die Sektion Elberfeld feierte 2003 das 75-jährige Bestehen der Elberfelder Hütte in der Schobergruppe. Man hatte sich selbst ein Geschenk gemacht: Ein Gipfelkreuz auf dem Roten Knopf. Im Sommer 2005 nannte sich die Sektion Elberfeld in Sektion Wuppertal um. Die Sektion Wuppertal verfügt seit Juli 2020 über eine neue Mittelgebirgshütte in Neuastenberg mit dem Namen DAV-Haus Astenberg.

### Sektion Barmen
Am 25. November 1896 spalteten sich Mitglieder der Sektion Bergisches Land ab und gründeten die Sektion Barmen. In der 14. Sitzung vom 18. Mai 1898 wurde beschlossen, eine Hütte am Hochgall zu bauen. Die feierliche Einweihung der Barmer Hütte fand am 27. August 1900 statt. Der Hüttenwart der Barmer Hütte erhielt am 4. Juni 1956 die Nachricht durch ein Telegramm, dass das Haus durch einen Lawinenabgang völlig zerstört wurde. Für den Hüttenneubau wurde im September 1957 ein 4 km langer Weg in Kleinpatsch befahrbar und eine Materialseilbahn fertiggestellt. Am 31. August 1958 konnte Richtfest und ein Jahr später Einweihung der Neuen Barmer Hütte gefeiert werden. Ein Unwetter verwüstete 1965 das ganze Defereggental, der Hüttenwart der Barmer Hütte konnte durch Verbau der Türen ein Eindringen des Wassers in das Haus verhindern. In St. Jakob in Defereggen besaß die Sektion eine sektionseigene Sommerunterkunft. Dieses Barmer Haus wurde in den 1970er Jahren winterfest gemacht und konnte nun auch für die neu eingeführte Wintersaison in St. Jacob genutzt werden. Durch den am 25. Juni 1967 eröffneten Felbertauerntunnel und die neue Straße nach Matrei wurde die Anreise ins Defereggen ganzjährig ohne Probleme möglich.

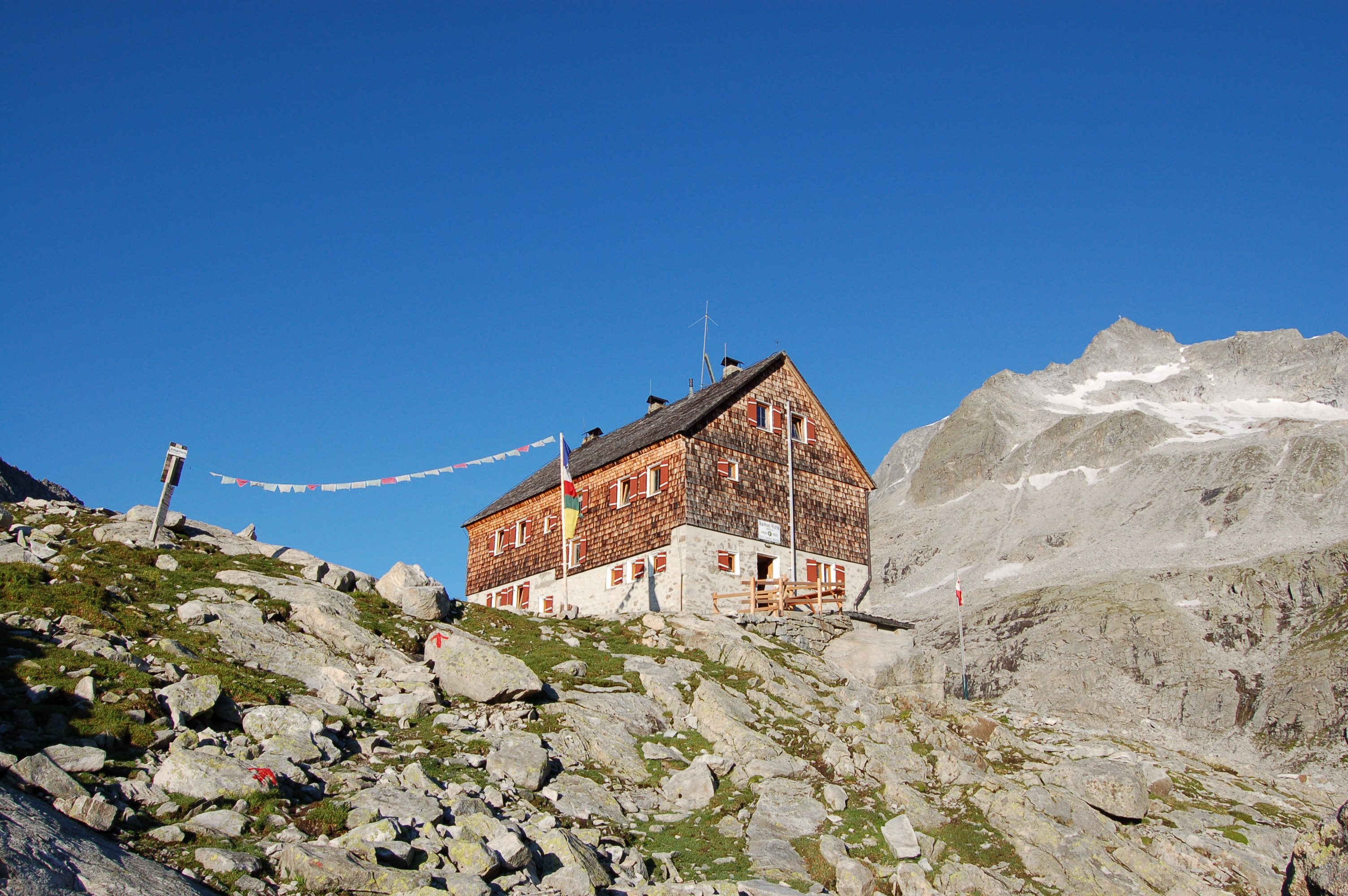
Die Barmer Hütte mit Barmer Spitze und Gipfelkreuz (2008).

Errichtung des Gipfelkreuzes auf der Barmer Spitze (3200 m). Bei den Bergsteigern der Sektion Barmen, die die Barmer Spitze bestiegen hatten, kam der Wunsch auf, auf diesem Berg ein Gipfelkreuz zu errichten. Auf der Vorstandssitzung vom 18. Juli 1986 konnte den Anwesenden bereits ein Modell 1:5 des geplanten Kreuzes vorgestellt werden. Das Kreuz war aus rostfreiem Stahl freistehend ohne zusätzliche Seilverankerungen geplant, das bedeutete, dass das Kreuz ein Betonfundament brauchte. Der Transport des zerlegten Kreuzes auf den Gipfel der Barmer Spitze übernahm die Jugendgruppe der Sektion. Auf dem vorbereiteten Fundament, dessen Beton durch 9 Hubschrauberflüge auf den Gipfel gebracht worden war, montierten sie das Kreuz. Am 8. August 1987 fand dann die Weihung des Kreuzes statt.

### Fusion zur Sektion Wuppertal
Mit Datum vom 26. August 2021 haben sich die beiden Sektionen Barmen und Wuppertal des Deutschen Alpenvereins zur Sektion Wuppertal des DAV zusammengeschlossen. Schon 2004 und 2005 waren Bestrebungen im Gange eine Fusion der beiden Sektionen herbeizuführen, doch dazu kam es nicht, denn mit Eingang vom 7. März 2005 hatten alle sieben Jugendleiter der Sektion Barmen folgenden Antrag gestellt: Die Jahreshauptversammlung möge beschließen, die Fusionsbestrebungen mit der Sektion Elberfeld (Umbenennung erst danach in Wuppertal) des Deutschen Alpenvereins einzustellen und nicht weiter zu verfolgen.

## Tätigkeitsbereiche

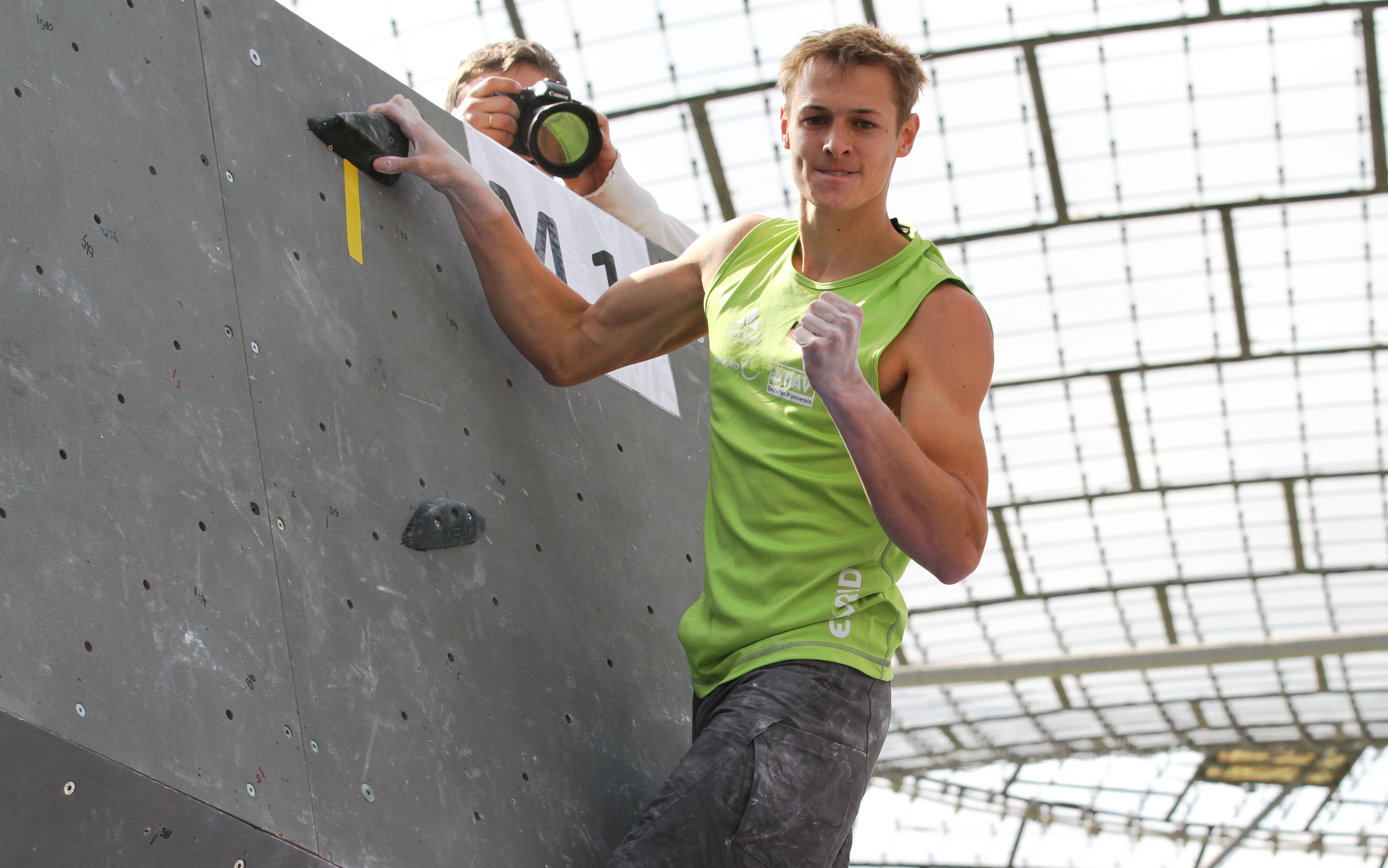
Jonas Baumann (Sektion Wuppertal) beim Boulder Worldcup 2012 in München

Die Sektion beziehungsweise deren Untergruppen sind u. a. aktiv in den Bereichen:
- Wandern
- Bergsteigen
- Klettern
- Bouldern
- Nordic Walking
- Ski
- Hallensport
- Handballabteilung CDG / DAV

## Sektionsvorsitzende
Eine chronologische Übersicht über alle Präsidenten der Sektionen seit Gründung.
| Amtszeit                      | Präsident                     |
| als Sektion Bergisches Land 1 | als Sektion Bergisches Land 1 |
| ----------------------------- | ----------------------------- |
| 1891–1896                     | Friedrich Kaiser              |
| 1897–1910                     | Emanuel Schmidt               |
| als Sektion Elberfeld 1       |                               |
| 1910–1917                     | Anton Schmitz                 |
| 1917–1928                     | Michels                       |
| 1928–1945                     | Uhlhorn                       |
| 1945–1947                     | ― 2                           |
| 1947–1963                     | Greef                         |
| 1964–1976                     | Hans Nase                     |
| 1976–1997                     | Rolf Deppe                    |
| 1997–2005                     | Hans-Hermann Schauerte        |
| als Sektion Wuppertal 1       |                               |
| 2005–2007                     | Hans-Hermann Schauerte        |
| 2007–2018                     | Andreas Schlenkhoff           |
| 2018–2020                     | Andreas Lohmann               |

| Amtszeit  | Präsident                  |
| --------- | -------------------------- |
| 1896–1906 | Friedrich Kaiser           |
| 1906–1917 | Ludwig Fenner              |
| 1917–1919 | Notvorstand Julius Erbslöh |
| 1919–1926 | Wolfgang Paeckelmann       |
| 1926–1931 | Neugebauer                 |
| 1931–1937 | Peter Klotzbach            |
| 1937–1945 | Borcherding                |
| 1945–1947 | ― 2                        |
| 1947–1951 | Borcherding                |
| 1951–1981 | Hans Schmitz               |
| 1981–1987 | Hubert Hug                 |
| 1987–1992 | Hans-Peter König           |
| 1992–2003 | Peter Vorsteher            |
| 2003–2021 | Andreas Sauerwein          |

| Amtszeit  | Präsident       |
| --------- | --------------- |
| Seit 2021 | Peter Vorsteher |

Anmerkung

## Hütten und Wegebau

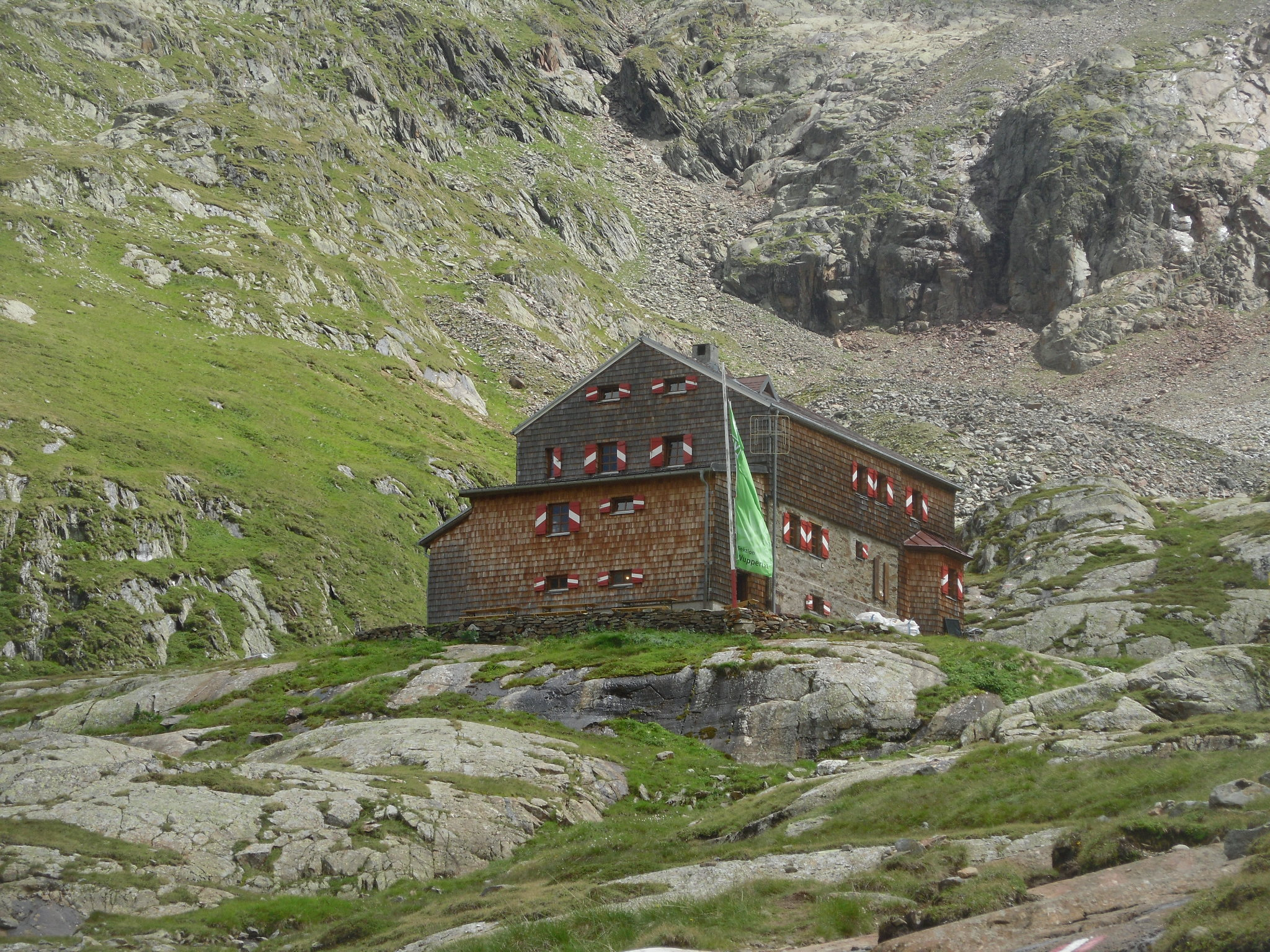
Flagge der Sektion Wuppertal des DAV an der Elberfelder Hütte

Die Sektion Wuppertal betreibt zwei bewirtschaftete sowie drei unbewirtschaftete DAV-Hütten.

### Bewirtschaftete Hütten
- Barmer Hütte, 2610 m ü. A. (Rieserfernergruppe) erbaut 1900, Neubau 1959.
  - Im Mai 2011, hat die Sektion Speyer die Hüttenpatenschaft für die Barmer Hütte der ehemaligen Sektion Barmen übernommen.
- Elberfelder Hütte, 2346 m ü. A. (Schobergruppe) erbaut 1928.
  - Die Elberfelder Hütte befindet sich im Arbeitsgebiet der „Sektion Wuppertal“ des Deutschen Alpenvereins. Die Sektionen Gelsenkirchen, Recklinghausen und Rhein-Sieg tragen die Aufgaben und Lasten der Hüttenunterhaltung via Hüttenpatenschaft mit.[14]

### Selbstversorgerhütten
- Barmer Haus, 1380 m ü. A. (Venedigergruppe), erbaut vor 1922, erworben in den 1960er Jahren.
- DAV-Haus Astenberg, 773 m ü. NHN (Rothaargebirge), erworben 2020.
- Sauerlandhütte, 727 m ü. NHN (Rothaargebirge) erbaut 1952.

### Wegebau
- Barmer Hütte. Arbeitsgebiet in der Rieserfernergruppe. Alle Wege, die die Barmer Hütte berühren, werden von der Sektion Wuppertal betreut:
  - Verbindung zur Kasseler Hütte bis zum Lenksteinjoch.
  - Normalweg von der Materialseilbahn bis zur Barmer Hütte
  - Weg Barmer Hütte zum Almerhorn, Jägerscharte zum Obersee
  - Weg Barmer Hütte zur Riepenscharte
  - Weg Barmer Hütte zum Lenkstein
  - Weg Barmer Hütte zur oberen Seebachalm über Roßhornscharte
  - Weg Barmer Hütte über den Seeblbach und Jägersteig ins Patscher Tal[15][16]
- Elberfelder Hütte. Arbeitsgebiet in der Schobergruppe. Bereits 1910 wurde der Sektion Elberfeld (heute Sektion Wuppertal) das Gößnitztal als Arbeits- und Hüttengebiet zugewiesen. Wege im Arbeitsgebiet, Markierung: drei horizontale Streifen (rot, weiß, rot) im weißen Feld.
  - Nr. 915 (Elberfelder Weg – Dieser Weg wird für den Aufstieg empfohlen) Heiligenblut – Gößnitzgraben – Innerebenalm – Elberfelder Hütte – Gössnitz Scharte (Übergang zur Lienzer Hütte)
  - Nr. 918 (Wiener Höhenweg) Elberfelder Hütte – Tramer Kar – Kesselkees Sattel (Übergang zur Glorer Hütte)
  - Nr. 918 (Wiener Höhenweg) Elberfelder Hütte – Horn Scharte (Übergang zur Adolf – Nossberger Hütte und in das Gradental)
  - Nr. 920 Außerebenalm – Wirtsbaueralm – vorderer, mittlerer und hinterer Langtal See – Elberfelder Hütte
  - Geplante Wege: Elberfelder Hütte – Brenten Scharte (Übergang zur Gradenalm) Elberfelder Hütte – Kristall Scharte (Übergang zur Bubenreuther Hofe)[17][18]

## Kletterzentren
- Kletterzentrum Wupperwände. Seit 18. Februar 2006 besteht in Langerfeld das DAV Kletterzentrum Wupperwände. Der Trägerverein DAV Kletterzentrum Wuppertal e. V. betreibt die Kletterhalle seit dem 1. November 2020 in Eigenregie. Das Kletterzentrum Wupperwände ist Landesleistungszentrum Nordrhein-Westfalens des Deutschen Alpenvereins für den Klettersport. Hier trainieren Leistungssportler und Wettkampf-Kader sowie auch der Breitensport. Neben vielen nationalen Wettkämpfen wurde hier auch schon der European Youth Cup ausgetragen. Juliane Wurm und Jonas Baumann, beide vielfache deutsche Meister im Sportklettern und Bouldern, gehören zur Sektion Wuppertal des Deutschen Alpenvereins und waren auch international erfolgreich. Jonas Baumann ist heute Landeskader-Trainer für den Landesleistungsstützpunkt Wuppertal und Juliane Wurm ist heute Jugendnationaltrainerin und trainiert eine Kindergruppe in Köln.[19]
- Klettergarten Spreeler Mühle. Der Klettergarten Spreeler Mühle wird von der Sektion Wuppertal betreut. Insgesamt findet man hier 13 sehr gut abgesicherte Kletterrouten im 1. bis leichten 6. Grad. Ein Übungsklettersteig sowie Abseilstellen sind ebenfalls vorhanden.
- Klettergarten Steinkuhle. Der Klettergarten „Steinkuhle“ in Neuastenberg bei Winterberg wurde im Jahr 2011 vom DAV Hochsauerland eingerichtet. Die Wände sind ca. 12 m hoch mit südöstlicher Ausrichtung. Viele Kletterrouten liegen im leichten 3. oder 4. Schwierigkeitsgrad. Der DAV Wuppertal hat die Gebietsbetreuung übernommen.
- Klettergarten Felsenarena. Im Höfen (Straße im Stadtteil Barmen) wächst der Klettergarten „Felsenarena“. Mit Unterstützung der Stadt Wuppertal und dem TuS Grün-Weiß Wuppertal erschließt die DAV Sektion Wuppertal die neue Felsarena auf dem Sportplatzgelände Höfen. An den bis zu 20 m hohen Felswänden könnten bis zu 50 Kletterrouten entstehen.

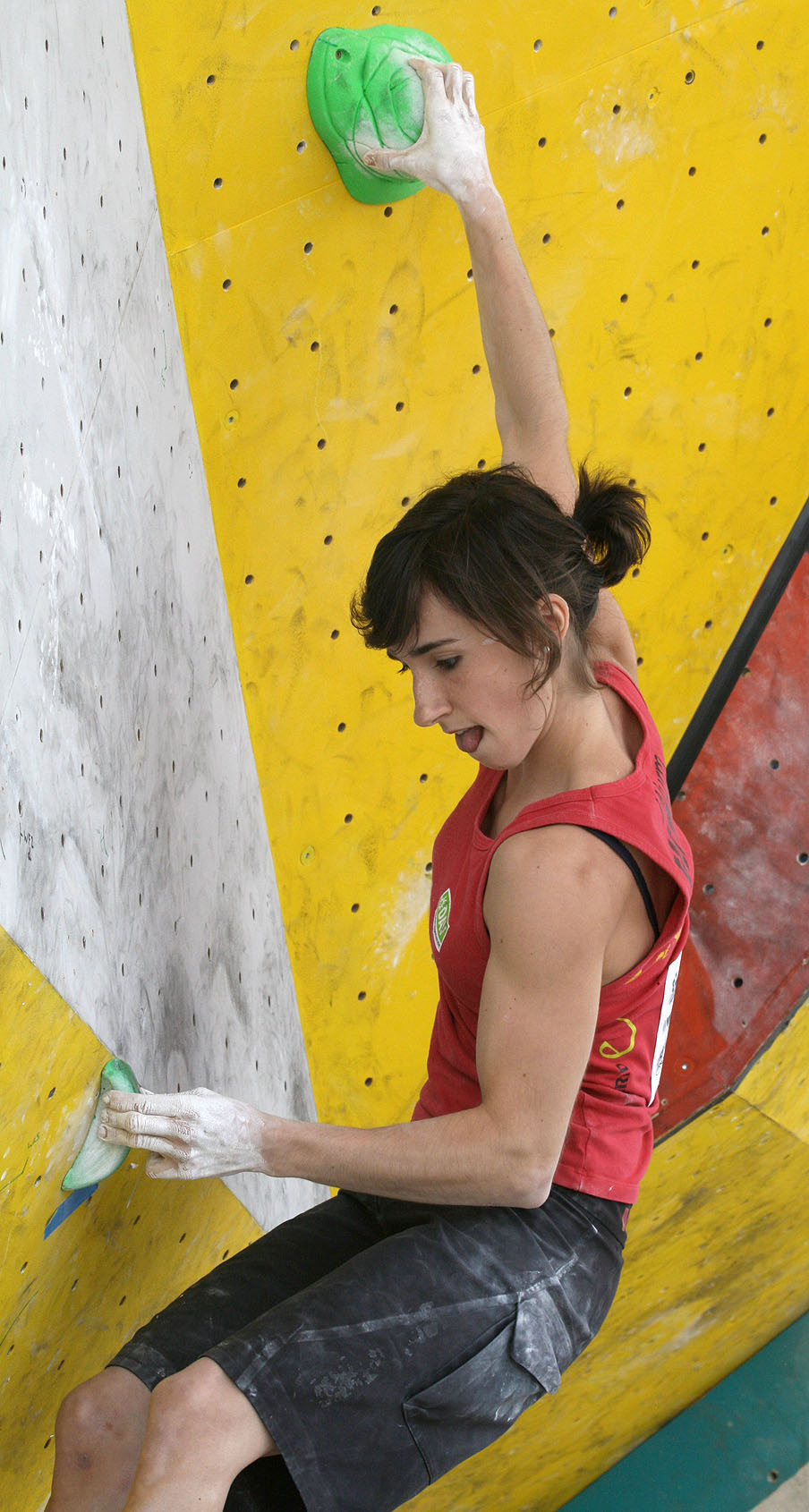
Juliane Wurm (Sektion Wuppertal) beim Boulder Worldcup in Wien 2010

## Bekannte Mitglieder
- Anton Schmitz[20]
- Julius Erbslöh[21]
- Wolfgang Paeckelmann[22]
- Peter Klotzbach[23]
- Juliane Wurm
- Jonas Baumann